# Селино (Чёбсарское сельское поселение)
Селино — деревня в Шекснинском районе Вологодской области России. Входит в состав сельского поселения Чёбсарское, с точки зрения административно-территориального деления — в Чёбсарский сельсовет.

## География

### Географическое положение
Расстояние по автодороге до районного центра Шексны — 24 км, до центра муниципального образования Чёбсары — 3 км. Ближайшие населённые пункты — Чурилово, Нефедково, Герасимово, Коротково, Дудкино, Горка, Павшино.

## История
До 2020 года Селино входило в городское поселение Чёбсарское,   с 1 января 2020 года преобразованное в сельское поселение.

## Население
| 2002 | 2010 |
| ---- | ---- |
| 1    | ↘0   |

По переписи 2002 года население — 1 человек.

## Инфраструктура
Личное подсобное хозяйство.

## Транспорт
Просёлочная дорога.